# Головачи (Сумская область)
Головачи (укр. Головачі) — село,
Вировский сельский совет,
Белопольский район,
Сумская область,
Украина.
Код КОАТУУ — 5920681804. Население по переписи 2001 года составляло 30 человек .

## Географическое положение
Село Головачи находится на расстоянии в 1 км от реки Вир.
Примыкает к селу Кравченково, в 2-х км расположены сёла Горобовка, Барыло и Виры.
Рядом проходит автомобильная дорога Т-1908.